# Конституция на Сърбия
Сегашната конституция на Сърбия е одобрена след конституционен референдум, проведен на 28 и 29 октомври 2006 година, а на 8 ноември е официално обявена от парламента на Сърбия. Последно оттогава конституцията е променяна през 1990 година.
Предишни конституции на Сърбия са приети по време на Княжеството и Кралските периоди – през 1835, 1838, 1869, 1888, 1901 и 1903 година, а като Социалистическа република Сърбия - през 1947, 1963 и 1974 година.

## Конституция на Република Сърбия
Според конституцията Сърбия е „държава на сръбския народ и на всички нейни граждани“. Косово се определя като „неразделна част от Сърбия със значителна автономия“.
Конституцията зачита правата на човека, включително правата на малцинствата и за забраната на смъртното наказание и клонирането на хора. Тя предоставя под формата на самоуправление и икономическата независимост на провинция Войводина. Определя кирилицата като азбука за служебно ползване, създава разпоредби за използване на малцинствените езици и на местно равнище.